# Ernst Neizvestny
Ernst Iosifovich Neizvestny (em russo:  Эрнст Ио́сифович Неизве́стный; Ecaterimburgo, 9 de abril de 1925 — Nova Iorque, 9 de agosto de 2016) foi um escultor, pintor, artista gráfico, e filósofo de arte russo-americano. Ele emigrou para os EUA em 1976 e viveu e trabalhou em Nova Iorque. Seu último nome em russo significa, literalmente, "desconhecido".
Dramaturgo estadunidense Arthur Miller certa vez descreveu Neizvestny como um "artista do oriente", que é considerado pelos russos como uma "expressão do país, da sua alma, a linguagem, e do espírito" e como um "profeta do futuro", que representa a "consciência filosófica de seu país."
Alexander Calder, o grande artista estadunidense, disse uma vez a Neizvestny, "Toda minha vida eu criar o mundo das crianças, e você criar o mundo do homem". [conforme relatado pelo New York Tribune, 29 de março de 1988.]

## Carreira artística
Em 1996, Neizvestny completou sua [Máscara do Remorso]], um monumento de 15 metros de altura, situado em Magadã, para as vítimas das purgas stalinistas da década de 1930. No mesmo ano, recebeu o Prêmio Estadual da Federação Russa. Embora ele tenha morado na cidade de Nova York e trabalhou na Universidade de Columbia, Neizvestny freqüentemente visitou Moscou e comemorou seu aniversário de 80 anos. Um museu dedicado a suas esculturas foi estabelecido em Utersberga, Suécia. Algumas de suas estátuas de crucificação foram adquiridas por João Paulo II para os Museus do Vaticano. Em 2004, Neizvestny tornou-se membro honorário da Academia Russa de Artes.